# Kampene ved Koli Point
Kampene ved Koli Point fra 3. – 12. november 1942 var en række kampe mellem amerikanske marine- og hærstyrker og japanske hærstyrker omkring Koli Point på Guadalcanal under slaget om Guadalcanal. De amerikanske styrker var under overkommando af Alexander Vandegrift, mens de japanske styrker var under overordnet kommando af Harukichi Hyakutake.
Under kampene var amerikanske marinesoldater fra 7. marineregiment og soldater fra 164. infanteriregiment under taktisk ledelse af William H. Rupertus og Edmund B. Sebree, og de angreb en koncentration af japanske tropper fra hæren, som fortrinsvis tilhørte 230. infanteriregiment under kommando af Toshinari Shōji. Shōjis tropper havde marcheret til området ved Koli Point efter det fejlslagne japanske angreb på de amerikanske stillinger under slaget om Henderson Field i slutningen af oktober 1942.
Under kampene forsøgte de amerikanske styrker at omringe og nedkæmpe Shōjis styrker. Selv om Shōjis enhed led store tab, lykkedes det ham og hovedparten af hans mænd at undgå omringningsforsøgene og undslippe til det indre af Guadalcanal. Da Shōjis tropper forsøgte at nå frem til japanske stillinger i en anden del af øen, blev de forfulgt og angrebet af en patrulje i bataljonsstørrelse.

## Baggrund

### Slaget om Guadalcanal
Den 7. august 1942 gik Vestallierede styrker i land på Guadalcanal, Tulagi og Floridaøerne i Salomonøerne. Formålet med disse landsætninger var at forhindre, at japanerne kunne bruge dem til baser, der kunne true forsyningslinjerne mellem USA og Australien og sikre sig øerne som udgangspunkt for et felttog, der havde til formål at isolere eller indtage den store japanske base ved Rabaul, samtidig med at man støttede det allierede felttog på Ny Guinea. Landsætningerne blev starten på det 6 måneder lange slag om Guadalcanal.
Japanerne blev overrasket, og da natten faldt på den 8. august, var 11.000 allierede tropper under kommando af generalløjtnant Alexander Vandegrift i land og havde sikret sig Tulagi og omkringliggende mindre øer foruden en flyveplads, der var ved at blive bygget ved Lunga Point på Guadalcanal. Flyvepladsen blev senere kaldt Henderson Field af allierede styrker. De allierede fly, som efterfølgende opererede fra flyvepladsen, blev kaldt "Cactus Air Force" (CAF) efter de allieredes kodenavn for Guadalcanal. For at beskytte flyvepladsen etablerede de amerikanske marinesoldater en forsvarsring ved Lunga Point.
Som reaktion på de allieredes landgang på Guadalcanal gav den japanske overkommando den 17. armé, som havde størrelse som et armékorps, havde hovedkvarter i Rabaul og var underlagt generalløjtnant Harukichi Hyakutake, opgaven med at generobre Guadalcanal fra de allierede styrker. Fra den 19. august begyndte forskellige enheder fra 17. armé at ankomme til Guadalcanal.
På grund af truslen fra flyene i Cactus Air Force på Henderson Field kunne japanerne ikke bruge store langsomme transportskibe til at fremføre tropper til øen. I stedet anvendte japanerne krigsskibe fra Rabaul og Shortlandøerne til at fragte deres styrker til Guadalcanal. De japanske krigsskibe – fortrinsvis lette krydsere og destroyere fra 8. flåde under kommando af viceadmiral Gunichi Mikawa – kunne i reglen sejle ned gennem "revnen" ("The Slot") til Guadalcanal og tilbage i løbet af en enkelt nat og minimerede herved risikoen for at blive angrebet af fly fra Henderson Field. Denne metode forhindrede imidlertid japanerne i at medtage det meste af soldaternes tunge udstyr og forsyninger, såsom tungt artilleri, køretøjer, mad og ammunition. Disse hurtige konvojer til Guadalcanal blev gennemført under hele slaget om Guadalcanal og blev senere kaldt "Tokyo Express" af de allierede styrker, mens japanerne kaldte dem for "Rottetransporter".
Det første japanske forsøg på at generobre Henderson Field slog fejl, da en styrke på 917 mand blev besejret den 21. august i slaget ved Tenaru. Det næste forsøg kom den 12. – 14. september, da 6.000 soldater under kommando af generalmajor Kiyotake Kawaguchi blev besejret i slaget ved Edson's Ridge. Efter deres nederlag ved Edson's Ridge omgrupperede Kawaguchi og de overlevende japanske tropper sig vest for Matanikaufloden på Guadalcanal.
Mens de japanske styrker omgrupperede sig, var de amerikanske styrker beskæftiget med at færdiggøre og forstærke deres stillinger ved Lunga. Den 18. september afleverede en allieret konvoj 4.157 mand fra det 7. marineregiment til Guadalcanal. Disse forstærkninger gjorde det muligt for Vandegrift fra den 19. september at danne en ubrudt forsvarslinje hele vejen rundt om Lunga.
General Vandegrift og hans stab var klar over, at Kawaguchis tropper havde trukket sig tilbage til området vest for Matanikaufloden og at talrige grupper af japanske strejfere var spredt ud over området mellem Lunga og Matanikaufloden. Vandegrift besluttede derfor at gennemføre en række operationer med små enheder omkring Matanikaudalen.
Den første operation mod japanske styrker vest for Matanikau, som blev gennemført mellem den 23. og 27. september af dele af tre marinebataljoner, blev slået tilbage af Kawaguchis tropper under oberst Akinosuke Okas kommando. Under den næste operation mellem 6. og 9. oktober lykkedes det for en større styrke marinesoldater at krydse Matanikaufloden, hvorefter de angreb en nyligt landsat japansk styrke fra 2. infanteridivision (Sendai) under kommando af generalerne Masao Maruyama og Yumio Nasu
og tilføjede 4. infanteriregiment store tab. Denne operation tvang japanerne til at trække sig tilbage fra deres stillinger øst for Matanikau.
I mellemtiden overbeviste generalmajor Millard F. Harmon, chefen for den amerikanske hærs styrker i det sydlige stillehav, viceadmiral Robert L. Ghormley, chefen for de allierede styrker i det sydlige stillehav, om, at det amerikanske marineinfanteri på Guadalcanal straks måtte forstærkes, for at det ville være muligt at forsvare øen under den næste forventede japanske offensiv. Den 13. oktober landsatte en konvoj derfor 2.837 mand fra 164. infanteriregiment – en enhed fra North Dakotas nationalgarde, som var en del af hærens Americal Division på Guadalcanal.

### Slaget om Henderson Field
Mellem den 1. og 17. oktober landsatte japanerne 15.000 tropper på Guadalcanal, så Hyakutake havde i alt 20.000 mand til at sætte ind i sin planlagte offensiv. På grund af tabet af deres stillinger på den østlige side af Matanikau besluttede japanerne, at det ville være urimelig svært at angribe de amerikanske stillinger langs kysten, så efter hans stabsofficerer havde observeret de amerikanske forsvarsstillinger omkring Lunga Point, besluttede Hyakutake, at hovedangrebet i hans planlagte angreb skulle sættes ind syd for Henderson Field. Hans 2. division (forstærket med tropper fra 38. infanteridivision) – under generalløjtnant Masao Maruyama med 7.000 soldater i tre infanteriregimenter á 3 bataljoner – fik ordre til at marchere gennem junglen og angribe de amerikanske stillinger sydfra nær den østlige bred af Lungafloden. 2. division var delt op i tre enheder: Venstre fløj under generalmajor Yumio Nasu, som bestod af 29. infanteriregiment, højre fløj under generalmajor Kiyotake Kawaguchi med tropper fra 230. infanteriregiment (fra 38. infanteridivision) og divisionsreserven under Maruyama i form af 16. infanteriregiment.
Den 23. oktober kæmpede Maruyamas styrker sig gennem junglen for at nå frem til de amerikanske linjer. På eget initiativ begyndte Kawaguchi at flytte sin højre fløj længere mod øst, da han troede, at de amerikanske stillinger var svagere i det område. Gennem en af sine stabsofficerer gav Maruyama ham ordre til at holde fast i den oprindelige angrebsplan. Da han nægtede, blev han frataget kommandoen og erstattet med oberst Toshinari Shōji, chefen for 230. infanteriregiment. Samme aften, efter han havde erfaret at styrkerne på venstre og højre fløj stadig kæmpede for at nå frem til de amerikanske linjer, udskød Hyakutake angrebet til kl. 19 den 24. oktober. Amerikanerne forblev fuldstændig uvidende om, at Maruyamas styrker nærmede sig.
Endelig sent den 24. oktober nåede Maruyamas styrker frem til den amerikanske Lungaperimeter. I to nætter i træk gennemførte Maruyamas styrker talrige forgæves frontalangreb på stillinger, der blev forsvaret af 1. bataljon af 7. marineregiment under oberstløjtnant Chesty Puller og 3. bataljon af 164. infanteriregiment under oberstløjtnant Robert Hall. Amerikansk beskydning med rifler, maskingeværer, morterer, artilleri og kardæsker fra 37 mm panserværnskanoner skabte et frygteligt blodbad blandt japanerne. Mere end 1.500 af Maruyamas tropper blev dræbt under angrebene, mens amerikanerne mistede omkring 60 soldater. Shōjis højre fløj deltog ikke i angrebene, men valgte i stedet at forblive i deres stillinger og dække Nasus højre flanke mod et muligt angreb i dette områder fra amerikanske styrker. Der kom aldrig noget angreb.
Klokken 8 den 26. oktober opgav Hyukutake flere angreb og beordrede sine styrker til at trække sig tilbage. Maruyamas venstre fløj og divisionsreservens overlevende blev beordret til at trække sig tilbage til området ved Matanikaufloden, mens højre fløj under Shōji fik ordre til at begive sig mod Koli Point, 21 km øst for Lungafloden.
For at give støtte til enhederne på højre fløj, som nu blev kaldt Shōjienheden, under marchen mod Koli sendte japanerne en Tokyo Express-mission om natten den 2. november for at landsætte 300 friske tropper fra et kompagni af 230. infanteriregiment, som endnu ikke havde været indsat, 2 75 mm bjergkanoner, forsyninger og ammunition ved Koli Point. Den amerikanske lyttetjeneste opsnappede japansk kommunikation om denne indsats, og marinekommandoen på Guadalcanal besluttede at prøve at opsnappe den. Da mange amerikanske enheder på det tidspunkt var involveret i en operation vest for Matanikau, kunne Vandegrift kun undvære en bataljon. 2. bataljon af 7. marineregiment under kommando af oberstløjtnant Herman H. Hanneken marcherede øst på fra Lunga Point kl. 6.50 den 2. november og nåede frem til Koli Point efter mørkets frembrud samme dag. Efter at have krydset Metaponafloden ved dens munding opstillede Hanneken sine tropper over en 1.800 meter lang front i skovene vendt mod stranden for at afvente de japanske skibes ankomst.

## Kampene
Tidligt om morgenen den 3. november ankom de fem japanske destroyere i Tokyo Expressen ved Koli Point og begyndte at losse deres last og tropper omkring 900 meter øst for Hannekens bataljon. Hannekens styrke forblev i skjul og forsøgte forgæves at kontakte deres hovedkvarter over radio for at rapportere om landgangen. Ved daggry efter en japansk patrulje havde opdaget marinesoldaterne, begyndte begge sider at beskyde hinanden med morterer, maskingeværer og håndvåben. Snart efter fik japanerne opstillet deres to bjergkanoner, som var blevet landsat om natten, og begyndte at beskyde amerikanerne med dem. Hanneken var stadig ikke i stand til at få kontakt med hovedkvarteret for at anmode om støtte. Han var nu begyndt at lide tab og havde ikke meget ammunition tilbage, så han besluttede at trække sig tilbage. Hannekens bataljon trak sig tilbage i spring, først over Metapona og derpå Nalimbiufloden 4,5 km længere mod vest, hvor det endelig lykkedes Hanneken at få forbindelse med sine overordnede kl. 14.45 og rapportere om situationen.
Udover Hannekens rapport om betydelige japanske styrker ved Koli Point havde Vandegrifts stab også et erobret japansk dokument, som skitserede en plan om at landsætte resten af 38. infanteridivision ved Koli med henblik på at angribe marinekorpsets stillinger ved Lunga øst fra. Da han ikke var klar over, at japanerne havde opgivet denne plan, besluttede Vandegrift at truslen fra Koli Point skulle imødegås straks. Han beordrede derfor de fleste af de marineenheder, som var i indsats vest for Matanikau til at vende tilbage til Lunga Point. Pullers 1. bataljon af 7. marineregiment fik ordre om at forberede sig på at blive overført til Koli Point med båd. 2. og 3. bataljon af 164. infanteriregiment forberedte sig på at marchere ind i landet til Nalimbiufloden. 3. bataljon af 10. marineregiment begyndte at flytte sine 75 mm haubitser over Ilufloden for at yde artilleristøtte. Brigadegeneral William Rupertus fra marinekorpset blev sat i spidsen for operationen.
Samtidig med at de amerikanske styrker blev mobiliseret, var Shōji og hans tropper ved at nå frem til Koli Point øst for Metaponafloden ved Gavagavandløbet. Sidst på dagen angreb 31 fly fra Cactus Air Force Shōjis styrker og tilføjede japanerne tab på 1.000 døde og sårede. Nogle af flyene angreb også ved en fejl Hannekens mænd og forårsagede flere døde og sårede.
Kl. 6.30 den 4. november begyndte tropperne fra 164. infanteriregiment deres march mod Koli Point. Omkring samme tidspunkt gik Rupertus og Pullers bataljon i land ved Koli Point nær mundingen af Nalimbiufloden. Rupertus besluttede at vente på hærenhedernes ankomst, inden han angreb Shōjis styrker. På grund af varmen, fugtigheden og det vanskelige terræn nåede tropperne fra 164. infanteriregiment først igennem deres 11 km march ved aftenstid. I mellemtiden beskød
de amerikanske krydsere USS Helena og San Francisco samt destroyeren Sterett Shōjis stillinger med artilleri og dræbte mange officerer og mænd fra 9., 10. og 11. kompagni af 230. infanteriregiment.
Om morgenen den 5. november gav Rupertus tropperne fra 164. infanteriregiment ordre til at krydse over til den østlige side af Nalimbiufloden og omringe den indlandske flanke af eventuelle japanske styrker, som kunne stå over for Pullers bataljon. De to bataljoner krydsede floden omkring 3 km inde i land og drejede nordpå for at rykke frem langs den østlige bred. De stødte ikke på mange japanere, men blev stærkt forsinket af vanskeligt terræn og stoppede op inden kysten for natten. Samme dag fik de japanske tropper, som var blevet landsat den 3. november kontakt med og sluttede sig til Shōjis styrker.
Den næste dag krydsede Pullers bataljon Nalimbiu, mens tropperne fra 164. infanteriregiment genoptog deres fremrykning mod kysten. Den 7. november mødtes marinebataljonen og hærenhederne ved kysten og fortsatte østpå til et punkt omkring 1,5 km vest for Metapona, hvor de gravede sig ned nær stranden, på grund af at en Tokyo Express var blevet observeret på vej mod Guadalcanal, og at den muligvis ville landsætte forstærkninger ved Koli den nat. Japanerne landsatte imidlertid forstærkningerne et andet sted på Guadalcanal, og disse forstærkninger spillede ingen rolle i kampene ved Koli Point.
I mellemtiden beordrede Hyukutake Shōji til at opgive sine stillinger ved Koli og igen slutte sig til de japanske styrker ved Kokumbona i Matanikauområdet. For at dække over tilbagetrækningen gravede en betydelig del af Shōjis styrker sig ned og forberedte sig på at forsvare stillinger langs vandløbet Gavaga nær landsbyen Tetere, omkring 1,5 km øst for Metapona. De to bjergkanoner, som var blevet landsat den 3. november, sikrede en konstant beskydning af de fremrykkende amerikanere. Den 8. november forsøgte Pullers og Hannekens bataljoner sammen med 164. infanteriregiment at omringe Shōjis styrker ved at nærme sig Gavaga over land vestfra og gå i land fra både nær Tetere i øst. Under kampe i dagens løb blev Puller såret flere gange og blev evakueret. Rupertus, som led af denguefeber, overlod kommandoen over operationen til brigadegeneral Edmund B. Sebree fra hæren.
Den 9. november fortsatte de amerikanske tropper deres forsøg på at omringe Shōjis styrker. Vest for Gavagavandløbet forlængede 1. bataljon af 7. marineinfanteriregiment og 2. bataljon af 164. infanteriregiment deres stilling ind i landet langs vandløbet, mens 2. bataljon af 7. marineinfanteriregiment og andre tropper fra 164. infanteriregiment indtog stillinger øst for Shōjis stillinger. Amerikanerne begyndte at sammenpresse lommen, mens de udsatte den for et konstant bombardement fra artilleri, morterer og fly. Der var imidlertid et hul ved et sumpet vandløb på den sydlige side af de amerikanske linjer, som 2. bataljon af 164. infanteriregiment skulle have lukket. Ved hjælp af denne rute begyndte Shōjis mænd at undslippe fra lommen.
Amerikanerne lukkede hullet i deres linjer den 11. november, men på det tidspunkt var Shōji og mellem 2.000 og 3.000 af hans mænd undsluppet ind i junglen mod syd. Den 12. løb Sebrees styrker de resterende japanere over ende og dræbte dem alle. Amerikanerne optalte ligene af 450–475 japanere i området og erobrede de fleste af Shōjis tunge våben og forsyninger. Amerikanerne havde 40 døde og 120 sårede under operationen.

## Efterspil
Da Shōjis styrker begyndte deres march for igen at slutte sig til den japanske hovedstyrke vest for Matanikaufloden, satte 2. marineraider bataljon under kommando af oberstløjtnant Evans Carlson efter dem. Raiderbataljonen havde bevogtet bygningen af en flyveplads ved Aolabugten, 50 km længere mod øst fra Koli Point. I løbet af den følgende måned angreb Carlsons raiders med hjælp fra indfødte spejdere gentagne den japanske bagtrop og efternølere fra Shōjis styrke og dræbte næsten 500 af dem. Hertil kom, at mangel på fødevarer og tropiske sygdomme tog livet af flere af Shōjis mænd. På det tidspunkt japanerne nåede Lungafloden, omkring halvvejs til Matanikau, var der kun 1.300 mand tilbage i Shōjis hovedstyrke. Adskillige dage senere, da Shōji nåede den 17. armés stillinger vest for Matanikau, var der kun 700-800 overlevende tilbage hos ham. Overlevende fra Shōjis styrke deltog senere i slaget ved Mount Austen, Galloping Horse og Sea Horse i december 1942 og januar 1943.
Brigadegeneral John E. Stannard, som deltog i kampene som sergent i 164. infanteriregiment, sagde, at det var "den mest komplekse landoperation, bortset fra den oprindelige landgang, som amerikanerne havde udført på Guadalcanal, på daværende tidspunkt". Han tilføjede, at "amerikanerne lærte en gang til, at offensive operationer mod japanerne var langt mere vanskelige og komplicerede end at besejre banzai-angreb." Amerikanerne opgav senere forsøget på at bygge en flyveplads ved Aola. I stedet flyttede konstruktionsenhederne til Koli Point, hvor det lykkedes dem at bygge en hjælpeflyveplads fra 3. december 1942.
Det næste store japanske forsøg på landsætning af forstærkninger mislykkedes under Søslaget ved Guadalcanal, der blev indledt, mens Shōji og hans tropper forsøgte at nå tilbage til egne linjer ved Matanikau. Selv om hovedparten af Shōjis tropper var undsluppet fra Koli Point, betød japanernes manglende evne til at fremføre forsyninger og forstærkninger til Guadalcanal, at de ikke kunne bidrage effektivt til det, der viste sig at blive Japans forgæves forsøg på at holde øen eller generobre Henderson Field fra de allierede.

### Bøger
- Dull, Paul S. (1978). A Battle History of the Imperial Japanese Navy, 1941-1945. Naval Institute Press. ISBN 0-87021-097-1.
- Frank, Richard (1990). Guadalcanal: The Definitive Account of the Landmark Battle. New York: Random House. ISBN 0-394-58875-4.
- Griffith, Samuel B. (1963). The Battle for Guadalcanal. Champaign, Illinois, USA: University of Illinois Press. ISBN 0-252-06891-2.
- Hammel, Eric (2007). Guadalcanal: The U.S. Marines in World War II. St. Paul, Minnesota, USA: Zenith Press. ISBN 0-7603-3148-0.
- Jersey, Stanley Coleman (2008). Hell's Islands: The Untold Story of Guadalcanal. College Station, Texas: Texas A&M University Press. ISBN 1-58544-616-5.
- Morison, Samuel Eliot (1958). The Struggle for Guadalcanal, August 1942 – February 1943, vol. 5 of History of United States Naval Operations in World War II. Boston: Little, Brown and Company. ISBN 0-316-58305-7.
- Rottman, Gordon L.; Dr. Duncan Anderson (consultant editor) (2005). Japanese Army in World War II: The South Pacific and New Guinea, 1942–43. Oxford and New York: Osprey. ISBN 1-84176-870-7. {{cite book}}: |author2= har et generisk navn (hjælp)
- Smith, Michael T. (2000). Bloody Ridge: The Battle That Saved Guadalcanal. New York: Pocket. ISBN 0-7434-6321-8.

### Eksterne kilder
- Anderson, Charles R. (1993). Guadalcanal. The U.S. Army Campaigns in World War II. United States Army Center of Military History. CMH Pub 72-8. Arkiveret fra originalen 20. december 2007. Hentet 2006-07-09.
- Hough, Frank O.; Ludwig, Verle E.; Shaw, Henry I., Jr. "Pearl Harbor to Guadalcanal". History of U.S. Marine Corps Operations in World War II. Hentet 2006-05-16.
- Miller, John Jr. (1995) [1949]. Guadalcanal: The First Offensive. United States Army in World War II. Washington, D.C.: United States Army Center of Military History. CMH Pub 5-3. Arkiveret fra originalen 25. december 2007. Hentet 2006-07-04.
- Shaw, Henry I. (1992). "First Offensive: The Marine Campaign For Guadalcanal". Marines in World War II Commemorative Series. Hentet 2006-07-25.
- Zimmerman, John L. (1949). "The Guadalcanal Campaign". Marines in World War II Historical Monograph. Hentet 2006-07-04.